# Alfred Prucker
Alfred Prucker (Santa Cristina Valgardena, 13 maggio 1926 – Bolzano, 22 novembre 2015) è stato un fondista, saltatore con gli sci e combinatista nordico italiano.

## Biografia
Nato a Santa Cristina Valgardena, in Alto Adige, nel 1926, a 21 anni prese parte ai Giochi olimpici di Sankt Moritz 1948, sia nello sci di fondo che nella combinata nordica. Nel primo sport partecipò alla 18 km, terminando 29º in 1h23'26". Nella combinata nordica concluse invece 14º con 394.00 punti.
4 anni dopo partecipò di nuovo alle Olimpiadi, quelle di Oslo 1952, sempre negli stessi sport e nelle stesse gare. Nella 18 km di sci di fondo fu 38º in 1h10'56", mentre nella combinata nordica 12º con 397.970 punti.
A 29 anni prese parte ai suoi terzi Giochi, Cortina d'Ampezzo 1956, nel salto con gli sci e nella combinata nordica. Nel primo sport arrivò 38º con 179.5 punti, nel secondo 8º con 431.10.
Ai campionati italiani di sci di fondo vinse 2 bronzi nella 50 km, mentre a quelli di combinata nordica 6 ori, 2 argenti e 1 bronzo nell'individuale.
Morì nel novembre 2015, a 89 anni.